# Twilight (gruppo musicale)
I Twilight sono un supergruppo black metal, fondato nel 2004 in California.

## Storia dei Twilight
Al progetto parteciparono Azentrius (Blake Judd), Hildolf (Tim Lehi), Imperial (Neill Jameson), Malefic (Scott Conner), Wrest (Jef Whitehead) e più recentemente Aaron Turner; tutti i musicisti sono già impegnati in svariati progetti black metal, tra cui Krieg, Nachtmystium, Leviathan, Xasthur, Draugar e Isis.
Il progetto ha dato alla luce un solo omonimo full-length nel 2005, per poi sciogliersi nel 2008. L'anno successivo i Twilight si riuscono pubblicando il secondo album, Monuments to the End nel 2010.

## Formazione[3]
- Wrest
- Azentrius
- Imperial
- Hildolf
- Aaron Turner

### Ex componenti
- Malefic

## Discografia
- 2005 – Twilight
- 2010 – Monuments to the End
- 2014 – III: Beneath Trident's Tomb